# Buddleja tomentella
Buddleja tomentella är en flenörtsväxtart som beskrevs av Standley. Buddleja tomentella ingår i släktet buddlejor, och familjen flenörtsväxter. Inga underarter finns listade i Catalogue of Life.